# Чемпионат Эстонии по волейболу среди женщин
Чемпионат Эстонии по волейболу среди женщин — ежегодное соревнование женских волейбольных команд Эстонии. Проводился в 1925—1940 годах. С 1992 года возобновлён в качестве чемпионата независимой Эстонии.
Первенство разыгрывается в рамках Салестар-лиги. Организатором чемпионатов является Эстонская федерация волейбола.

## Формула соревнований
Чемпионат 2024/2025 в Салестар-лиге включал два этапа — предварительный и плей-офф. На предварительной стадии 8 команд играли в два круга. Все вышли в плей-офф и далее по системе с выбыванием определили финалистов, которые разыграли первенство. Серии матчей плей-офф проводились до двух (четвертьфинал) и до трёх (полуфинал и финал) побед одного из соперников.
За победу со счётом 3:0 и 3:1 команды получают 3 очка, 3:2 — 2 очка, за поражение со счётом 2:3 — 1 очко, 0:3 и 1:3 — 0 очков.
В чемпионате 2024/2025 приняли участие 8 команд: «Раэ-Спордикоол» (Юри), «ТалТех» (Таллин), «Тарту Юликоол Бигбанк» (Тарту), «Вильянди Металл» (Вильянди), «Баррус» (Выру), «Аудентесе-Ноортекоондис» Таллин, «Фарматех-Кастре» (Тарту), «Виймси-Таллинна Юликоол» (Виймси/Таллин). Чемпионский титул в 3-й раз подряд выиграл «ТалТех», победивший в финальной серии «Раэ Спордикоол» 3-1 (2:3, 3:1, 3:2, 3:2). 3-е место занял «Тарту Юликоол Бигбанк».

## Призёры
| Сезон        | 1-е место                                         | 2-е место                                         | 3-е место                                         |
| ------------ | ------------------------------------------------- | ------------------------------------------------- | ------------------------------------------------- |
| 1925—1940    |                                                   |                                                   |                                                   |
| 1925         | «Флора» Таллин                                    | «Калев» Таллин                                    | «Спорт» Таллин                                    |
| 1927         | «Калев» Таллин                                    | ÜENÜTO Таллин                                     | «Выйтлея» Таллин                                  |
| 1928         | «Калев» Таллин                                    | ÜENÜTO Таллин                                     | «Выйтлея» Таллин                                  |
| 1929         | ЭАСК Тарту                                        | ÜENÜTO Таллин                                     | «Калев» Таллин                                    |
| 1930         | «Калев» Таллин                                    | ЭАСК Тарту                                        |                                                   |
| 1931         | «Калев» Таллин                                    |                                                   |                                                   |
| 1932         | «Калев» Таллин                                    |                                                   |                                                   |
| 1933         | «Калев» Таллин                                    | «Калев» Тарту                                     |                                                   |
| 1934         | «Калев» Таллин                                    | «Калев» Тарту                                     |                                                   |
| 1935         | «Калев» Таллин                                    | ЭАСК Тарту                                        | ЭСС Таллин                                        |
| 1936         | «Калев» Таллин                                    | ЭАСК Тарту                                        | ЭСС Таллин                                        |
| 1937         | «Калев» Таллин                                    | ЭАСК Тарту                                        |                                                   |
| 1938         | «Калев» Таллин                                    | ЭАСК Тарту                                        |                                                   |
| 1939         | «Калев» Таллин                                    | «Тервис» Пярну                                    |                                                   |
| 1940         | ЭАСК Тарту                                        | ÜENÜTO Таллин                                     |                                                   |
| 1991/92—н.в. |                                                   |                                                   |                                                   |
| 1991/92      | ТПЮ Таллин                                        | «Волле» Вильянди                                  | «Фортуна» Тарту                                   |
| 1992/93      | ТПЮ Таллин                                        | «Волле» Вильянди                                  | «Виса» Тарту                                      |
| 1993/94      | «Стелла» Тарту                                    | «Виса-Проспорт» Тарту                             | ТПЮ Таллин                                        |
| 1994/95      | ТПЮ Таллин                                        | «Проспорт» Тарту                                  | «Волле» Вильянди                                  |
| 1995/96      | «Проспорт» Тарту                                  | «Пярну»                                           | ЭСГ Таллин                                        |
| 1996/97      | «Пярну»                                           | ЭСГ Таллин                                        | «Тарту»                                           |
| 1997/98      | «Пярну»                                           | ТПЮ Таллин                                        | ЭСГ Таллин                                        |
| 1998/99      | «Пярну»                                           | «Тарту Юликоол» Тарту                             | «Волле» Вильянди                                  |
| 1999/2000    | «Виймси»                                          | ТПЮ Таллин                                        | «Волле» Вильянди                                  |
| 2000/01      | «Виймси Картини» Виймси                           | «Пярну»                                           | «Аудентесе Спордикоол» Таллин                     |
| 2001/02      | «Виймси Мильстранд» Виймси                        | «Пярну»                                           | «Аудентесе Спордикоол» Таллин                     |
| 2002/03      | «Пярну»                                           | «Виймси Мильстранд» Виймси                        | «Вильянди Металл» Вильянди                        |
| 2003/04      | «ТПЮ-Картини» Таллин                              | «Пярну»                                           | «Виймси Мильстранд» Виймси                        |
| 2004/05      | «ТПЮ-Картини» Таллин                              | «Виймси Мильстранд» Виймси                        | «Тарту Юликоол-Ээден» Тарту                       |
| 2005/06      | «Таллинна Юликоол Картини» Таллин                 | «Виймси Мильстранд» Виймси                        | «Тарту Юликоол-Ээден» Тарту                       |
| 2006/07      | «Виймси Мильстранд» Виймси                        | «Фальк» Пярну                                     | «Тарту Юликоол-Ээден» Тарту                       |
| 2007/08      | «Виймси Мильстранд» Виймси                        | «Вильянди Металл» Вильянди                        | «Таллинна Юликоол Картини» Таллин                 |
| 2008/09      | «ГМП-Олимпик» Таллин                              | «Вильянди Металл» Вильянди                        | «Таллинна Юликоол Картини» Таллин                 |
| 2009/10      | «Вильянди Металл» Вильянди                        | ГМП Таллин                                        | «Пярну»                                           |
| 2010/11      | «Вильянди Металл» Вильянди                        | ГМП Таллин                                        | «Тарту Юликоол-Ээден» Тарту                       |
| 2011/12      | «Вильянди Металл» Вильянди                        | «Виймси»                                          | «Пярну»                                           |
| 2012/13      | «Вильянди Металл» Вильянди                        | «Фамила» Выру                                     | «Тарту Юликоол-Ээден» Тарту                       |
| 2013/14      | «Кохила»                                          | ТТЮ Таллин                                        | «Фамила» Выру                                     |
| 2014/15      | «Кохила»                                          | ТТЮ Таллин                                        | «Тарту Юликоол-Ээден» Тарту                       |
| 2015/16      | «Кохила»                                          | «ТТЮ-Трейдхаус» Таллин                            | «Таллинна Юликоол» Таллин                         |
| 2016/17      | «Кохила»                                          | «Тарту Юликоол-Ээден» Тарту                       | «ТТЮ-Трейдхаус» Таллин                            |
| 2017/18      | «Тарту Юликоол-Ээден» Тарту                       | «ТТЮ-Трейдхаус» Таллин                            | «Таллинна Юликоол» Таллин                         |
| 2018/19      | «Тарту Юликоол-Бигбанк» Тарту                     | «ТалТех-Трейдхаус» Таллин                         | «Сааремаа» Курессааре                             |
| 2019/20      | Из-за пандемии COVID-19 чемпионат не был завершён | Из-за пандемии COVID-19 чемпионат не был завершён | Из-за пандемии COVID-19 чемпионат не был завершён |
| 2020/21      | «ТалТех-Трейдхаус» Таллин                         | «Фамила» Выру                                     | «Тарту Юликоол-Бигбанк» Тарту                     |
| 2021/22      | «Таллинна Юликоол» Таллин                         | «Тарту Юликоол-Бигбанк» Тарту                     | «Аудентесе-Ноортекоондис» Таллин                  |
| 2022/23      | «ТалТех-Трейдхаус» Таллин                         | «Тарту Юликоол-Бигбанк» Тарту                     | «Вильянди Металл» Вильянди                        |
| 2023/24      | «ТалТех» Таллин                                   | «Раэ-Спордикоол» Юри                              | «Тарту Юликоол-Бигбанк» Тарту                     |
| 2024/25      | «ТалТех» Таллин                                   | «Раэ-Спордикоол» Юри                              | «Тарту Юликоол-Бигбанк» Тарту                     |